# Зуев, Михаил Васильевич
Михаи́л Васи́льевич Зу́ев (31 января 1952, Богданович Свердловской области) — российский металлург, управляющий директор Северского трубного завода.

## Биография
Михаил Васильевич Зуев родился 31.01.1952 г. в городе Богданович Свердловской области. В 1967 году поступил в Каменск-Уральский алюминиевый техникум, после окончания которого работал на Уральском алюминиевом заводе в электротермическом цехе слесарем.

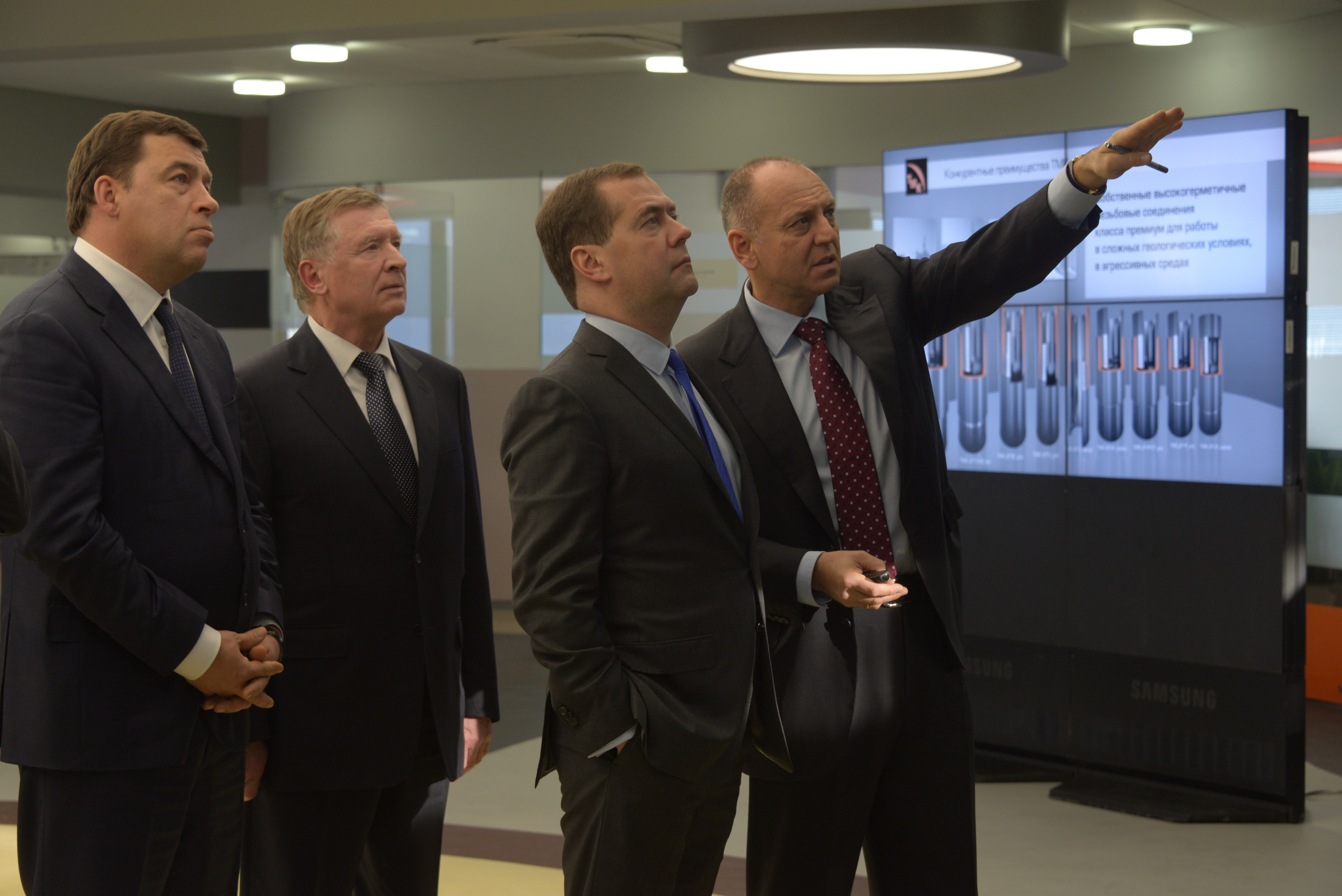
В диспетчерской нового цеха

После службы в армии свой трудовой путь М. В. Зуев продолжил на Верх-Исетском металлургическом заводе (ООО "Виз-сталь), где он с 1973 по 2002 гг. прошел путь от слесаря по ремонту металлургического оборудования до первого заместителя генерального директора — главного инженера. Работая на ВИЗе, Михаил Васильевич принял самое активное участие в строительстве комплекса цеха холодной прокатки и реконструкции старого завода. В 1983 г., без отрыва от производства, окончил Уральский политехнический институт имени С. М. Кирова по специальности механическое оборудование заводов чёрной металлургии с присвоением квалификации «инженер-механик».
С 1988—1998 годы работал главным механиком завода, главным инженером завода, техническим директором-первым заместителем генерального директора.

В 1998 году назначен главным инженером ООО «Виз-сталь».

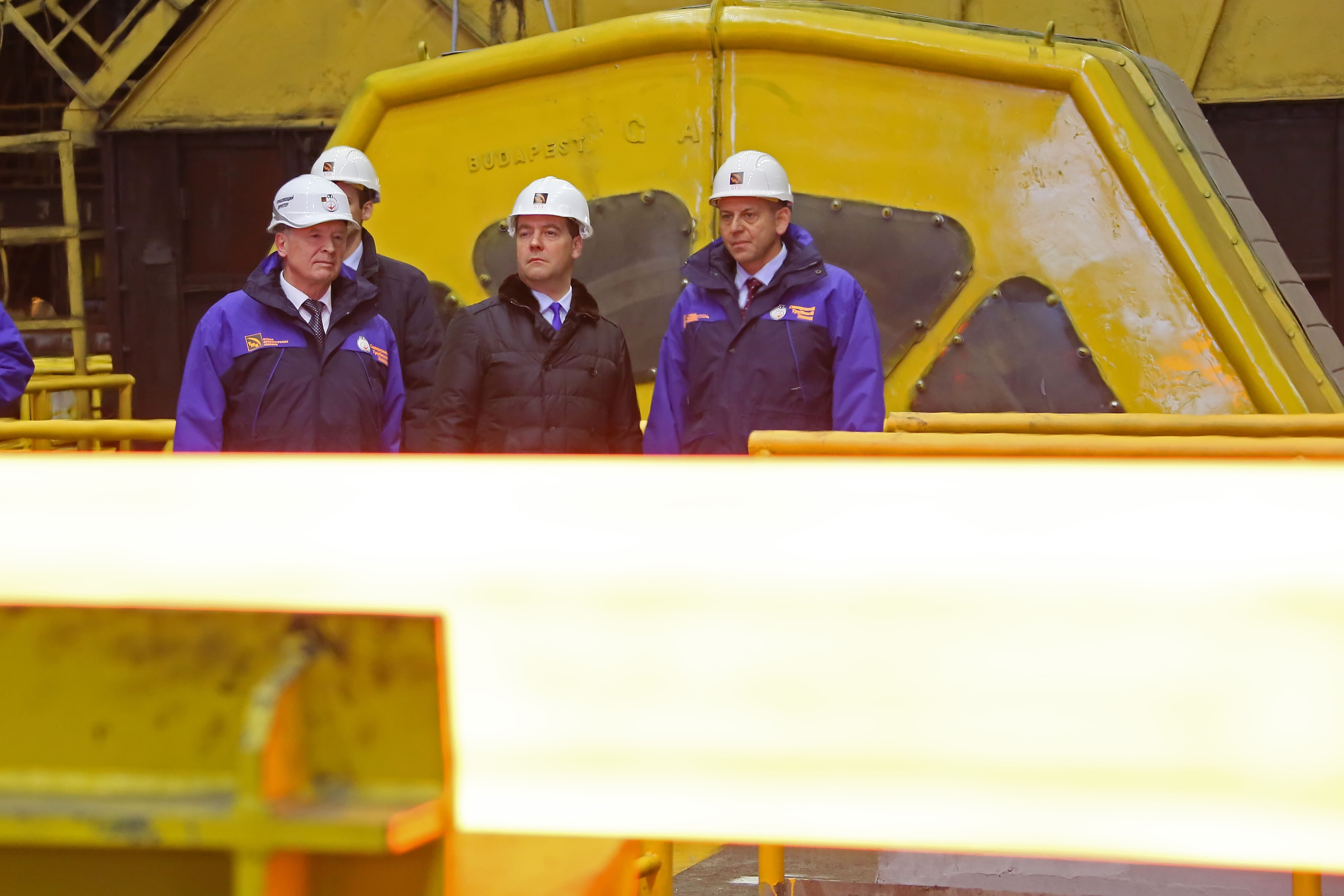
На пуске непрерывного стана FQM трубопрокатного цеха. Октябрь-2014

С 2002 года трудовая деятельность М. В. Зуева продолжилась на Северском трубном заводе. Сначала в должности заместителя генерального директора — главного инженера, с 2004 по 2009 год — технического директора. В апреле 2009 г. Михаил Васильевич Зуев назначен управляющим директором ОАО «Северский трубный завод».
Именно на Северском трубном наиболее полно раскрылся инженерный и управленческий талант М. В. Зуева. Проекты реконструкции сталеплавильного и трубопрокатного производств, который он вместе с командой специалистов сумел реализовать в сжатые сроки в условиях действующего производства — яркая страница его трудовой биографии. Под руководством Михаила Васильевича один из старейших уральских за-водов получил новую жизнь и хороший технологический задел на ближайшие десятилетия.
Возглавляемый М. В. Зуевым Северский трубный завод — градообразующее предприятие Полевского. Завод ведёт активную и ответственную социальную политику, ежегодно направляя на содержание и развитие социальных объектов, жилищное строительство значительную часть своей прибыли.
Кроме производственной деятельности М. В. Зуев ведёт большую общественную работу. Возглавляемый им Попечительский совет сумел объединить усилия всего бизнес-сообщества, направив их на поддержку образовательных учреждений Полевского городского округа. М. В. Зуев руководит Полевским филиалом Свердловского областного Союза промышленников и предпринимателей, является членом Совета СОСПП.
Михаил Васильевич Зуев — кандидат экономических наук.
Награжден Почётным знаком ТМК, знаком «Почетный промышленник СОСПП». Имеет звание «Заслуженный работник ТМК», награждён «Знаком отличия ТМК» (II степени).
Избран председателем Совета директоров Полевского.

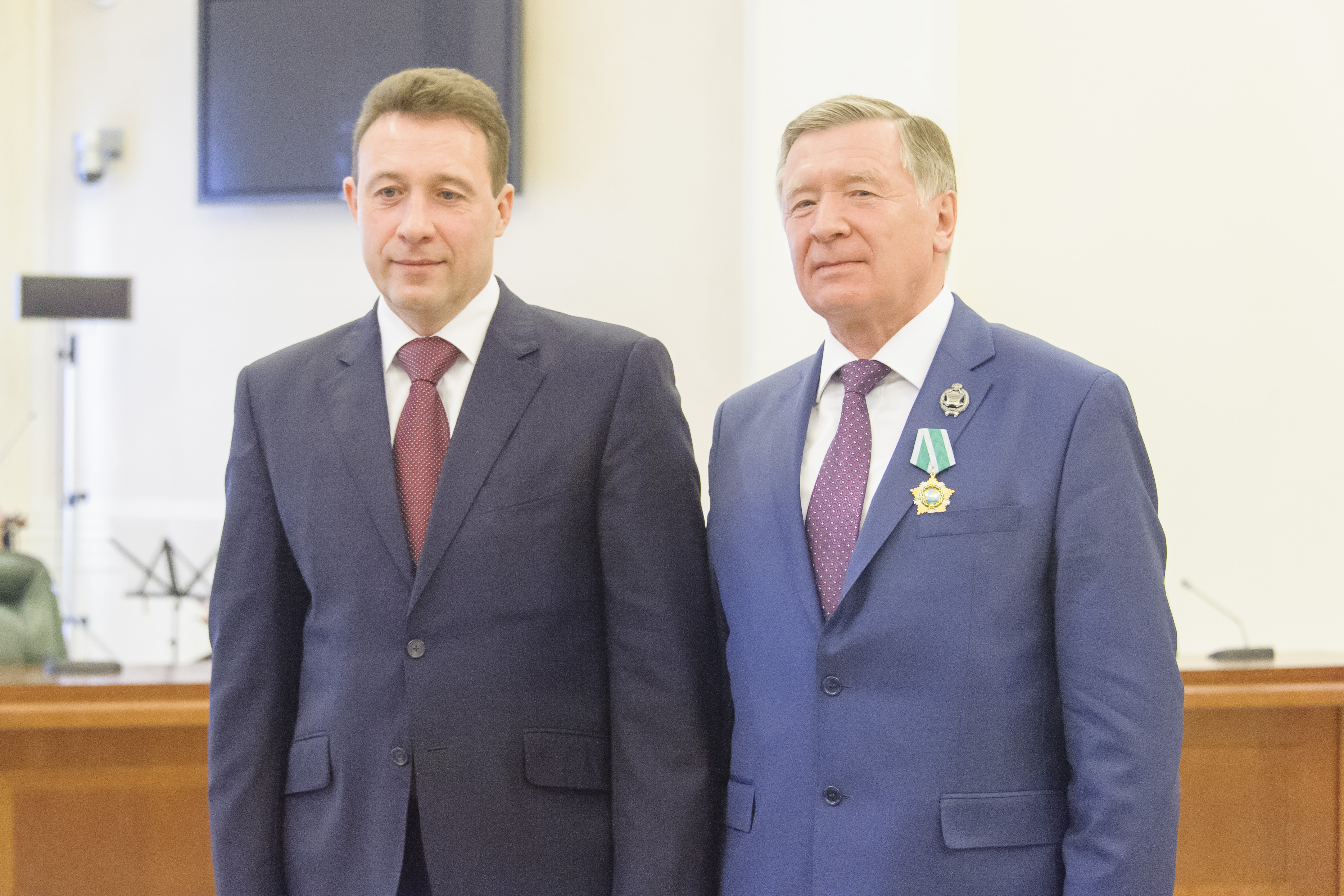
Вручение Ордена Дружбы

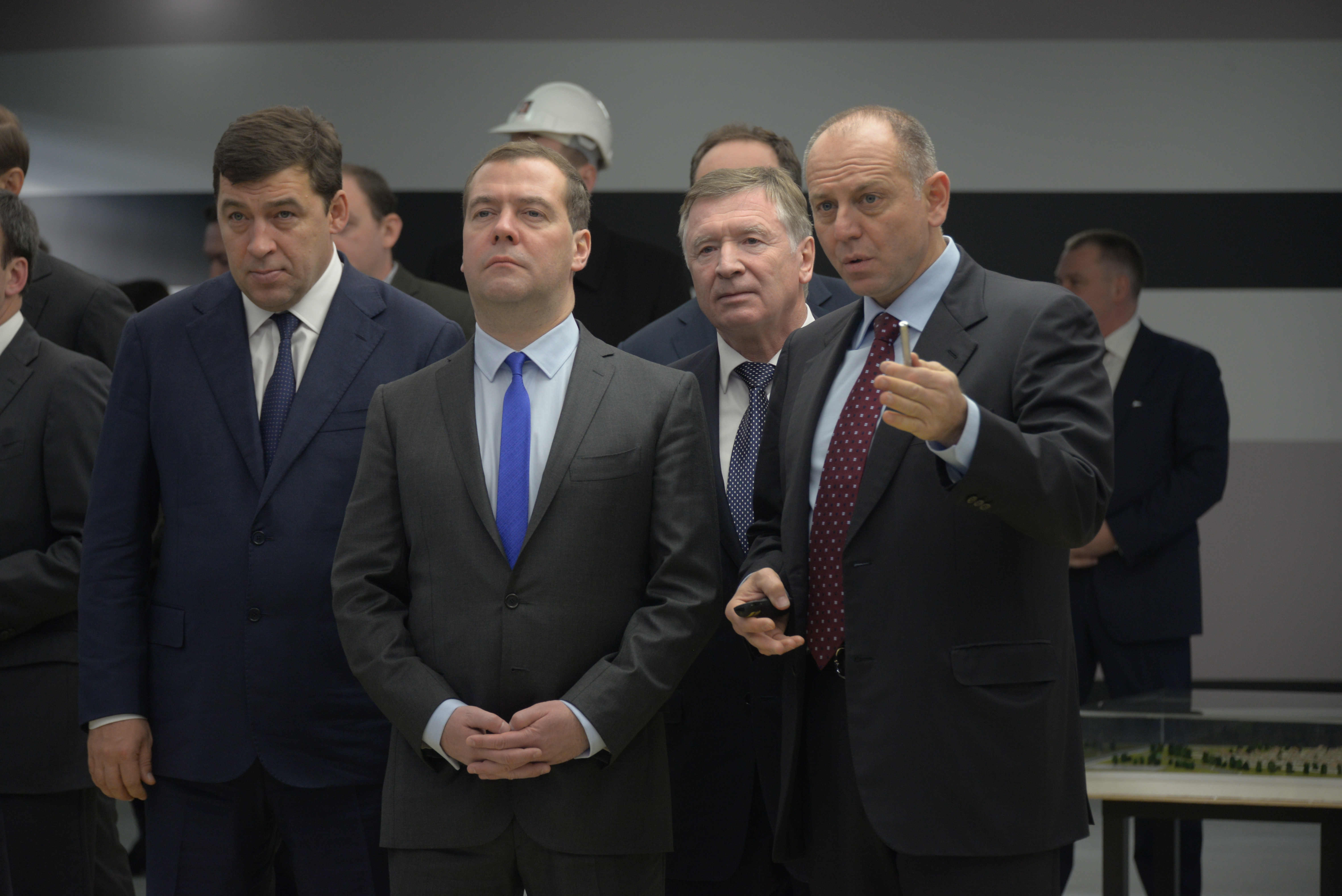
На новом производстве

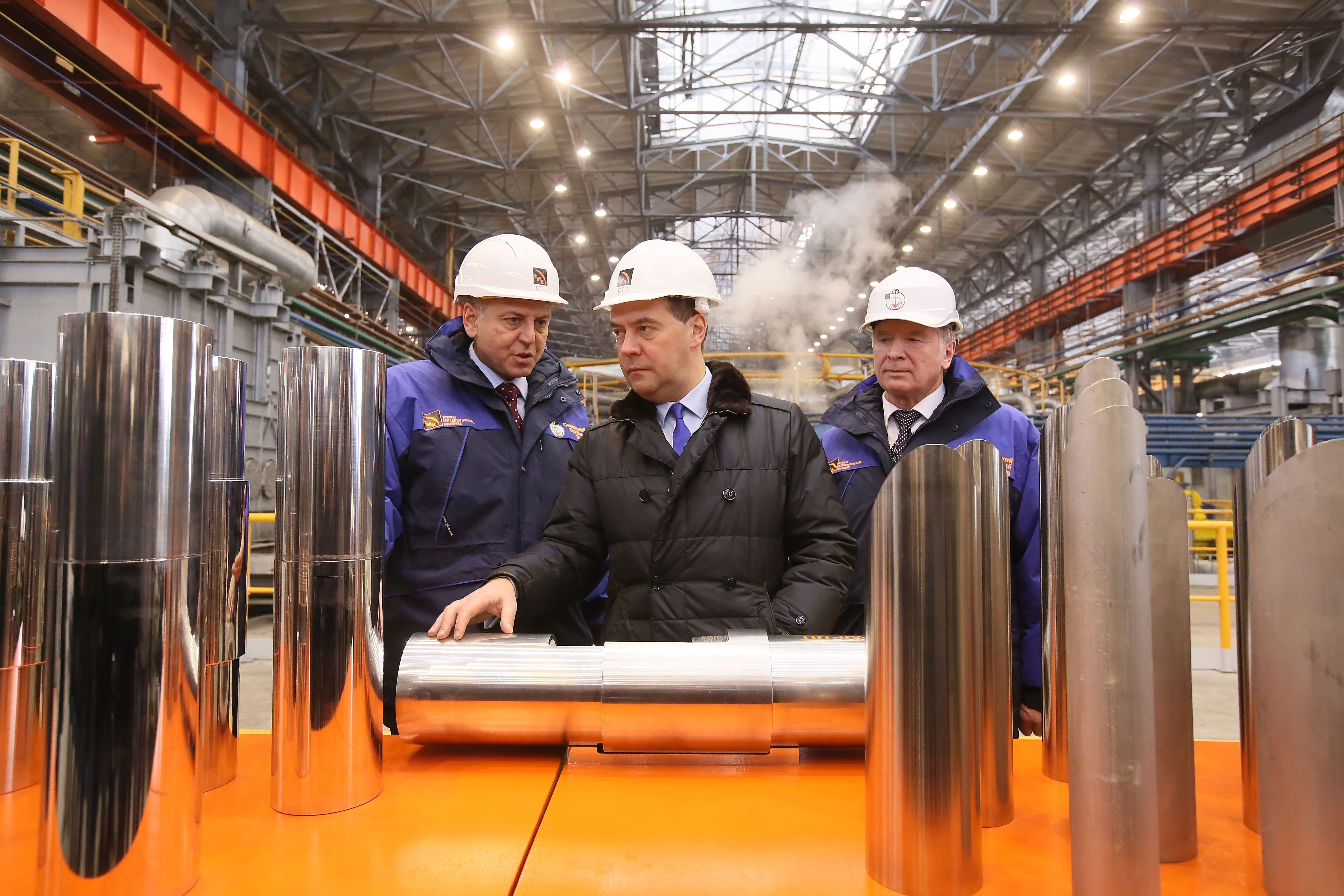
Визит председателя правительства РФ

## Награды и почетные звания
- Почетная грамота Министерства металлургии Свердловской области (2002)
- Почетная грамота Министерства промышленности и энергетики РФ (2004)
- Знак отличия Свердловской области «За заслуги перед Свердловской областью» III степени
- Лауреат премии правительства РФ в области науки и техники
- «Почетный металлург»
- «Заслуженный металлург РФ» (2008)
- «Почётный гражданин г. Полевского».
- Орден Дружбы (1 марта 2017 года) — за достигнутые трудовые успехи и многолетнюю добросовестную работу